# Camila Brait
Camila de Paula Brait est une joueuse brésilienne de volley-ball née le 28 octobre 1988 à Frutal (Minas Gerais). Elle mesure 1,70 m et joue au poste de libero. Elle totalise 61 sélections en équipe du Brésil.

## Clubs
| Club                  | De        | À         |
| --------------------- | --------- | --------- |
| URS/Sacramento        | 1997-1998 | 2003-2004 |
| SESI/Uberlândia       | 2005-2006 | 2005-2006 |
| Praia Clube           | 2006-2007 | 2006-2007 |
| São Caetano           | 2007-2008 | 2007-2008 |
| Osasco Voleibol Clube | 2008-2009 | …         |

## Palmarès

### Équipe nationale
- Championnat du monde
  - Finaliste : 2010.
- Grand Prix mondial
  - Vainqueur : 2009, 2013, 2014, 2016.
  - Finaliste  : 2010, 2012.
- World Grand Champions Cup
  - Vainqueur : 2013.
- Championnat d'Amérique du Sud
  - Vainqueur : 2009, 2013, 2015.
- Coupe panaméricaine
  - Vainqueur : 2009.
  - Finaliste : 2007, 2008.
- Jeux Panaméricains
  - Finaliste : 2015.
- Championnat du monde des moins de 20 ans
  - Vainqueur : 2007.
- Championnat d'Amérique du Sud  des moins de 20 ans
  - Vainqueur : 2006.

### Clubs
- Championnat du monde des clubs
  - Vainqueur : 2012.
  - Finaliste : 2014.
- Championnat sud-américain des clubs
  - Vainqueur : 2009, 2010, 2011, 2012.
  - Finaliste : 2014, 2015.
- Championnat du Brésil
  - Vainqueur : 2010, 2012.
  - Finaliste : 2009, 2011, 2013, 2015, 2017.
- Coupe du Brésil
  - Vainqueur : 2008, 2014.
- Supercoupe du Brésil
  - Finaliste : 2018.

### Distinctions individuelles
- Championnat d'Amérique du Sud féminin de volley-ball des moins de 20 ans 2006: Meilleure réceptionneuse et meilleure libero.
- Championnat du monde de volley-ball féminin des moins de 20 ans 2007: Meilleure libero[2].
- Coupe panaméricaine de volley-ball féminin 2007: Meilleure défenseur.
- Coupe panaméricaine de volley-ball féminin 2008: Meilleure défenseur.
- Championnat sud-américain des clubs de volley-ball féminin 2009: Meilleure défenseur.
- Championnat sud-américain des clubs de volley-ball féminin 2010: Meilleure libero.
- Championnat sud-américain des clubs de volley-ball féminin 2011: Meilleure libero.
- Championnat du monde des clubs de volley-ball féminin 2012: Meilleure libero[3].
- Championnat sud-américain des clubs de volley-ball féminin 2012: Meilleure libero.
- Volley-ball féminin aux Jeux panaméricains de 2015: Meilleure réceptionneuse, meilleure défenseur et meilleure libero[4].